# Egyházasgerge
Egyházasgerge là một thị trấn thuộc hạt Nógrád, Hungary. Thị trấn này có diện tích 15,37 km², dân số năm 2010 là 753 người, mật độ 49 người/km².